# Santa Clara (São Tomé)
Santa Clara é uma aldeia de São Tomé e Príncipe, localiza-se ao Norte, no distrito da Lobata, ilha de São Tomé, próxima às localidades de Caldeiras, Santa Luzia e Aguã Sampaio.